# Dome Co. Ltd
Dome Co. Ltd. (株式会社童梦, Kabushiki Kaisha Dōmu), apelidada de "child's dream" ("sonho de criança"), é uma equipe japonês de automobilismo, envolvida principalmente em corridas de protótipos e sports-car.

## Tentativa de entrar na Fórmula 1
Em 1995, Tadashi Sasaki, aderiu à Dome e, no outono, a empresa anunciou o seu plano para entrar na F-1 com um carro projetado por Uko Akiyoshi, denominado Dome F105, usando transmissão da Minardi e o sistema hidráulico da equipe italiana. Marco Apicella (que correu em 1993, pela Jordan Grand Prix) foi contratado como test-driver e o teste de condução foi retomado pelos japoneses Shinji Nakano e Naoki Hattori (que participou da Temporada de Fórmula 1 de 1991). O projeto para correr em 1997 falhou, o Dome F106 não saiu do papel devido à falta de patrocínio e a Mugen Motorsports recusou o fornecimento de motores.